# Белопольский городской совет
Белопольский городской совет (укр. Білопільська міська рада) — входит в состав
Белопольского района
Сумской области
Украины.
Административный центр городского совета находится в 
г. Белополье
.

## Населённые пункты совета
- г. Белополье
- с. Коваленки
- пос. Перемога
- с. Соханы

## Ликвидированные населённые пункты совета
- с. Галицкое